# Deeg
Deeg (o Dig) è una suddivisione dell'India, classificata come municipality, di 40.826 abitanti, situata nel distretto di Bharatpur, nello stato federato del Rajasthan. In base al numero di abitanti la città rientra nella classe III (da 20.000 a 49.999 persone).

## Geografia fisica
La città è situata a 27° 28' 0 N e 77° 19' 60 E e ha un'altitudine di 173 m s.l.m..

## Società

### Evoluzione demografica
Al censimento del 2001 la popolazione di Deeg assommava a 40.826 persone, delle quali 21.845 maschi e 18.981 femmine. I bambini di età inferiore o uguale ai sei anni assommavano a 6.802, dei quali 3.606 maschi e 3.196 femmine. Infine, coloro che erano in grado di saper almeno leggere e scrivere erano 24.904, dei quali 15.615 maschi e 9.289 femmine.